# Diastylis
Diastylis är ett släkte av kräftdjur som beskrevs av Thomas Say 1818. Diastylis ingår i familjen Diastylidae.

## Bildgalleri

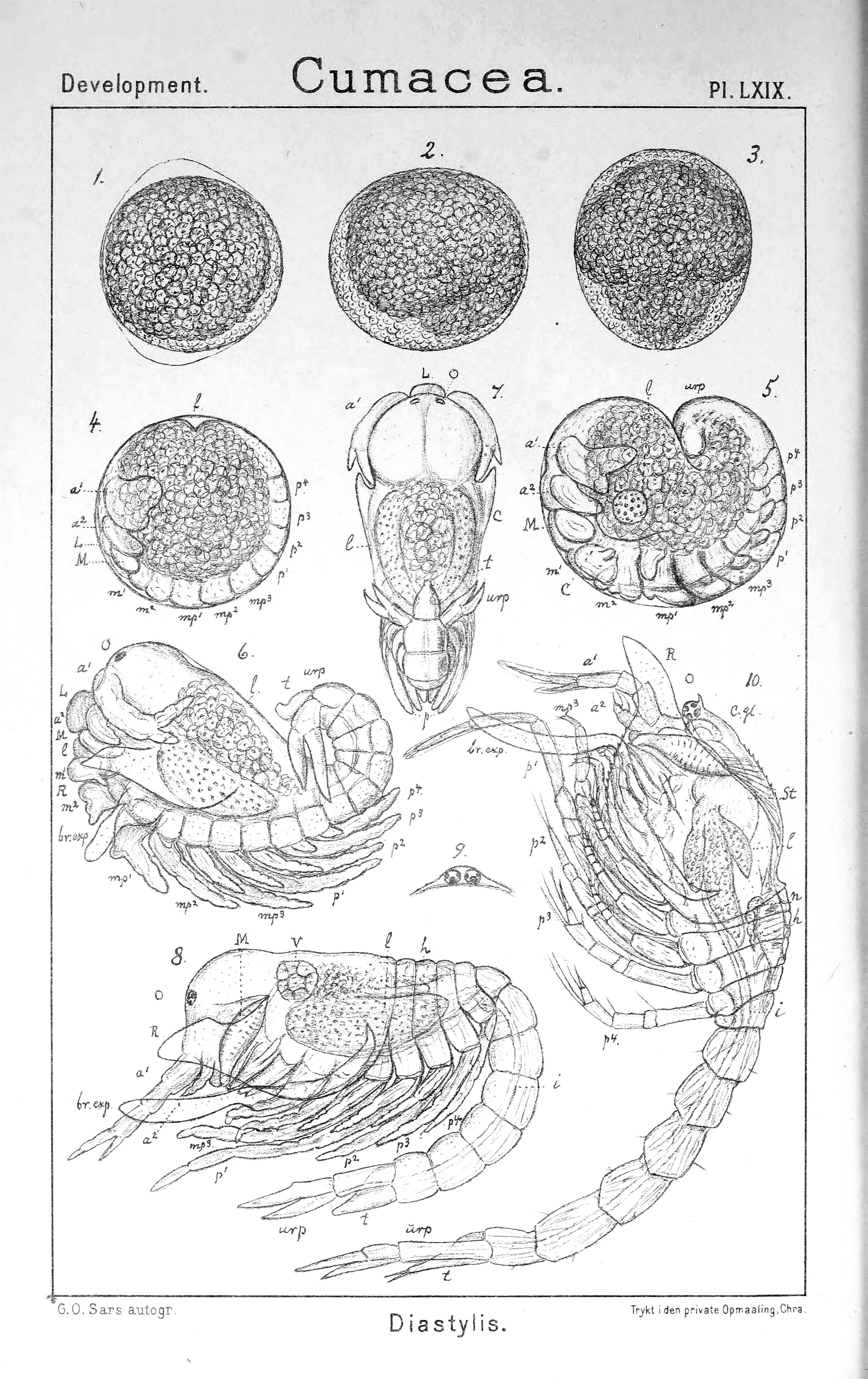
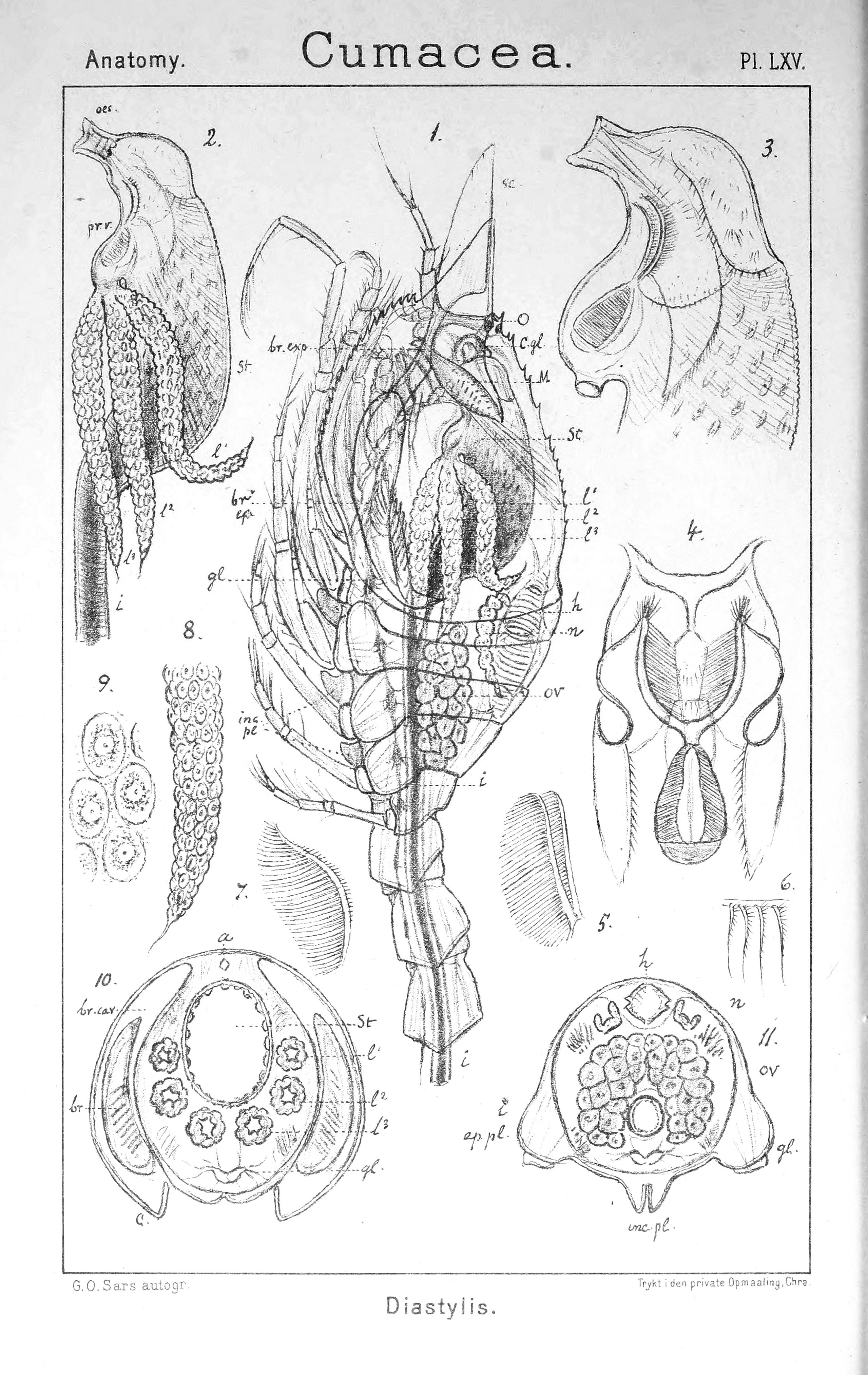
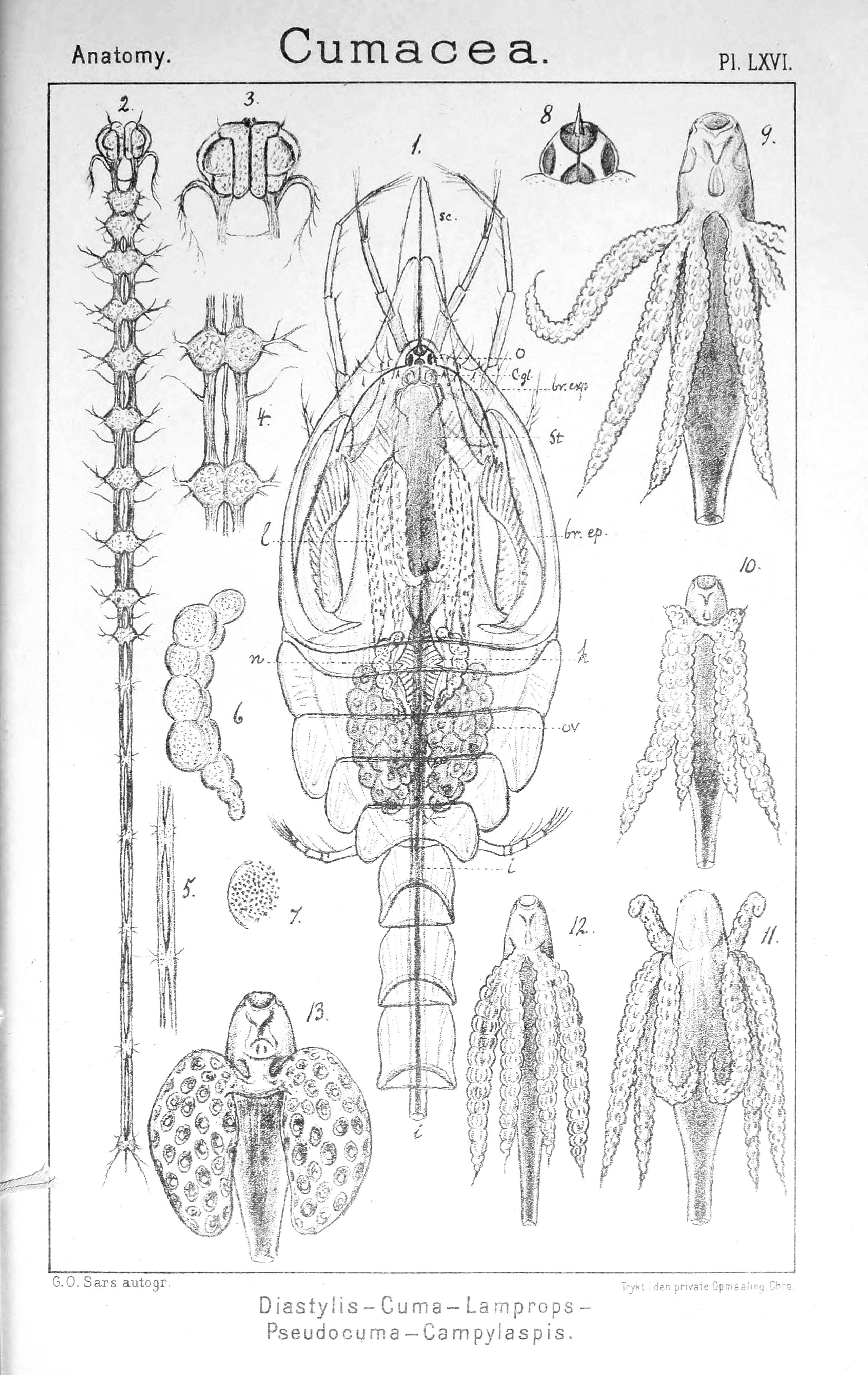
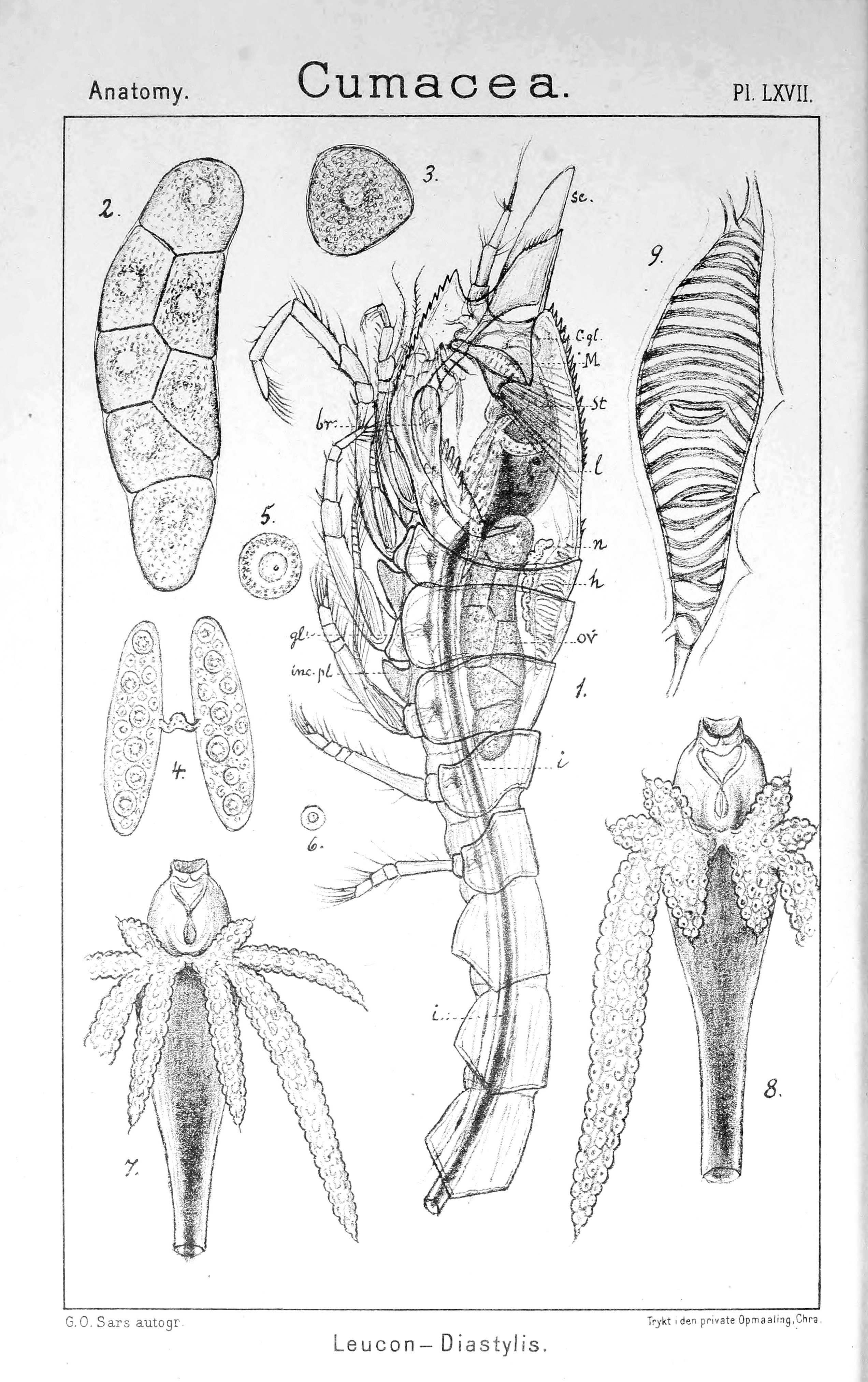
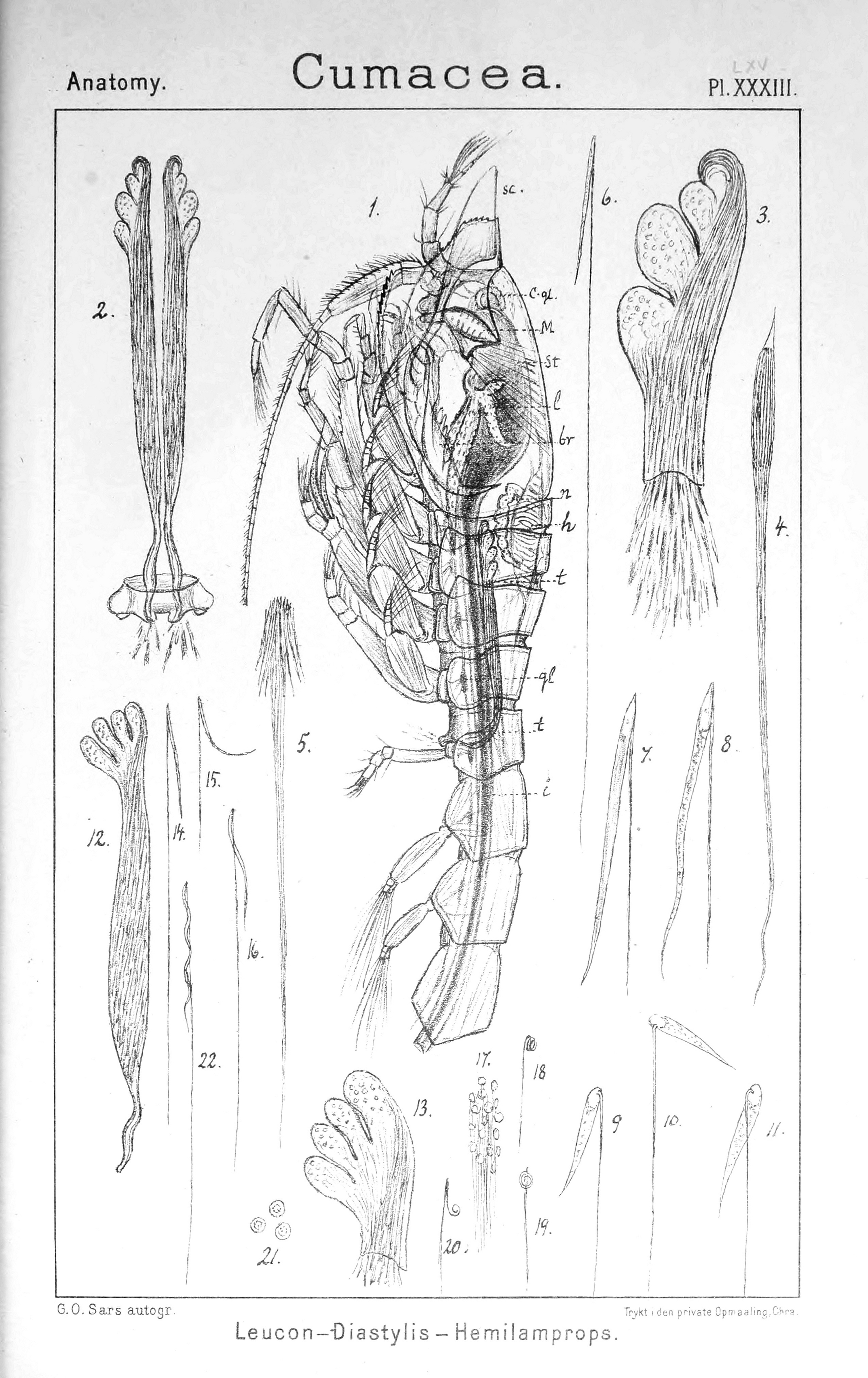

## Dottertaxa tillDiastylis, i alfabetisk ordning[1][2]
- Diastylis abboti
- Diastylis abbreviata
- Diastylis acuminata
- Diastylis alaskensis
- Diastylis algoae
- Diastylis ambigua
- Diastylis anderssoni
- Diastylis antillensis
- Diastylis araruamae
- Diastylis argentata
- Diastylis aspera
- Diastylis bidentata
- Diastylis bispinosa
- Diastylis boecki
- Diastylis bradyi
- Diastylis brasilianus
- Diastylis calderoni
- Diastylis californica
- Diastylis corniculata
- Diastylis cornuifer
- Diastylis cornuta
- Diastylis crenellata
- Diastylis dalli
- Diastylis delicata
- Diastylis denticulata
- Diastylis dollfusi
- Diastylis doryphora
- Diastylis echinata
- Diastylis edwardsii
- Diastylis enigmatica
- Diastylis exilicauda
- Diastylis fimbriata
- Diastylis galeronae
- Diastylis gayi
- Diastylis geocostae
- Diastylis gibbera
- Diastylis glabra
- Diastylis goodsiri
- Diastylis granulata
- Diastylis hammoniae
- Diastylis hexaceros
- Diastylis hirsuta
- Diastylis horrida
- Diastylis inermis
- Diastylis inornata
- Diastylis inplicata
- Diastylis insularum
- Diastylis jonesi
- Diastylis justi
- Diastylis koreana
- Diastylis krameri
- Diastylis laevis
- Diastylis lazarevi
- Diastylis lepechini
- Diastylis loricata
- Diastylis lucifera
- Diastylis manca
- Diastylis matsuei
- Diastylis mawsoni
- Diastylis namibiae
- Diastylis neapolitana
- Diastylis neozealanica
- Diastylis nitens
- Diastylis nucella
- Diastylis omorii
- Diastylis ornata
- Diastylis oxyrhyncha
- Diastylis paralaskensis
- Diastylis paraspinulosa
- Diastylis paratricinta
- Diastylis pellucida
- Diastylis planifrons
- Diastylis polaris
- Diastylis polita
- Diastylis pseudinornata
- Diastylis quadriplicata
- Diastylis quadrispinosa
- Diastylis racovitzai
- Diastylis rathkei
- Diastylis rathkei.
- Diastylis richardi
- Diastylis rostrata
- Diastylis rugosa
- Diastylis samurai
- Diastylis santamariensis
- Diastylis scorpioides
- Diastylis sculpta
- Diastylis sentosa
- Diastylis serratocostata
- Diastylis spinulosa
- Diastylis stygia
- Diastylis sulcata
- Diastylis sympterygiae
- Diastylis tenebricosa
- Diastylis tenuicauda
- Diastylis tetradon
- Diastylis tongoyensis
- Diastylis tricincta
- Diastylis tumida
- Diastylis umatillensis
- Diastylis utinomii
- Diastylis vemae
- Diastylis zimmeri